# Смешанная сборная Китая по кёрлингу
Смешанная сборная Китая по кёрлингу — смешанная национальная сборная команда (составленная из двух мужчин и двух женщин), представляет Китай на международных соревнованиях по кёрлингу. Управляющей организацией выступает Ассоциация кёрлинга Китая (кит. 冰壺協會中國).

## Результаты выступлений

### Чемпионаты мира
| Год  | И              | В              | П              | М              | Состав (скипы выделены) | Состав (скипы выделены) | Состав (скипы выделены) | Состав (скипы выделены) | Состав (скипы выделены) |
| Год  | И              | В              | П              | М              | Четвёртый               | Третий                  | Второй                  | Первый                  | Тренер                  |
| ---- | -------------- | -------------- | -------------- | -------------- | ----------------------- | ----------------------- | ----------------------- | ----------------------- | ----------------------- |
| 2015 | 13             | 10             | 3              | 3              | Цзи Яньсун              | Zheng Chunmei           | Го Вэньли (в/с)         | Gao Xuesong             | Ван Фэнчунь             |
| 2016 | не участвовали | не участвовали | не участвовали | не участвовали | не участвовали          | не участвовали          | не участвовали          | не участвовали          | не участвовали          |
| 2017 | 7              | 4              | 3              | 9              | Лю Сыцзя                | Лин Чжи (в/с)           | Han Yu                  | Wang Weihaoping         | Xu Lingli               |
| 2018 | не участвовали | не участвовали | не участвовали | не участвовали | не участвовали          | не участвовали          | не участвовали          | не участвовали          | не участвовали          |